# Zhana Todorova
Zhana Todorova, née le 6 janvier 1997 à Plovdiv en Bulgarie, est une volleyeuse internationale bulgare évoluant au poste de libéro.
Elle mesure 1,70 m et joue pour l'équipe de Bulgarie depuis 2013.

## Biographie

### Carrière en club
Avec le club de son pays, le VK Maritsa, elle gagne 7 fois le Championnat de Bulgarie et 5 fois la Coupe nationale entre 2015 et 2021. Un an plus tard, elle remporte le triplé Championnat-Coupe-Supercoupe avec le club ukrainien du SK Prometej.

### En sélection
Zhana Todorova est membre de l'équipe de Bulgarie depuis 2013. Avec sa sélection en 2018, elle remporte successivement la Ligue d'or européenne et la Challenger Cup. Elle gagne une seconde Ligue d'or européenne en 2021, tournoi où elle est élue meilleure joueuse.

## Clubs
| Club               | De        | À         |
| ------------------ | --------- | --------- |
| Maritsa Plovdiv    | 2013-2014 | 2020-2021 |
| Prometej Kamianske | 2021-2022 | 2021-2022 |
| Rapid Bucarest     | 2022-2023 | 2022-2023 |
| Maritsa Plovdiv    | 2023-2024 |           |

## Palmarès

### En sélection
- Challenger Cup (1) :
  -  Vainqueur en 2018.

- Ligue d'or européenne (2) : 
  -  Vainqueur en 2018, 2021.

### En club
- Championnat de Bulgarie (7) :
  - Vainqueur en 2015, 2016, 2017, 2018, 2019, 2020, 2021.

- Coupe de Bulgarie (5) :
  - Vainqueur en 2015, 2017, 2018, 2019, 2021.
  - Finaliste en 2016.

- Championnat d'Ukraine (1) :
  - Vainqueur en 2022.

- Coupe d'Ukraine (1) :
  - Vainqueur en 2022.

- Supercoupe d'Ukraine (1) :
  - Vainqueur en 2021.

### Distinctions individuelles
en sélection : 
- 2021 : Ligue d'or européenne — Meilleure joueuse.